# 프레즈노 FC
프레즈노 FC(Fresno Football Club)는 유나이티드 사커 리그에 소속된 미국의 프로축구단으로 캘리포니아주 프레즈노를 연고지로 하고 있으며 홈 경기장은 처챈시 파크이다.

## 역대 홈경기장
| 경기장      | 사용기간    | 장소                  | 팀명        | 비고 |
| ----------- | ----------- | --------------------- | ----------- | ---- |
| 처챈시 파크 | 2018년~미래 | 캘리포니아주 프레즈노 | 프레즈노 FC | 빈칸 |

## 메이저 리그 사커제휴팀
- 밴쿠버 화이트캡스 FC (밴쿠버, 브리티시컬럼비아)